# Tháp đôi Petronas
Tháp đôi Petronas, hay Petronas TwinTowers, là tên một cao ốc tại Kuala Lumpur, Malaysia. Tòa tháp đôi này đã từng là tòa nhà cao nhất thế giới khi đo từ tầng trệt lên đến đỉnh cao nhất của tháp trước khi bị Taipei 101 qua mặt về chiều cao vào ngày 17 tháng 10 năm 2003. Tòa tháp đôi này hiện nay là tòa tháp đôi cao nhất thế giới. Tòa nhà 1 của tháp này được công ty dầu khí Petronas sử dụng làm văn phòng. Một số công ty khác sử dụng tháp số 2 như Accenture, Al Jazeera International, Bloomberg, Boeing, Exact Software, IBM, Khazanah Nasional Berhad, McKinsey & Co, Microsoft và Newfield  Exploration.

## Quá trình xây dựng
Việc đào móng được khởi công vào tháng 3 năm 1993. Một nền móng khổng lồ đã được đào, độ sâu 21m đủ để nuốt trọn 5 tầng của tòa nhà. Suốt quá trình đào móng, mỗi đêm có khoảng 500 xe tải đất được bới lên. Để đặt được một tòa nhà chọc trời với trọng lượng của 300,000 tấn khối chắc chắn là một công trình kỹ thuật ấn tượng.
Một nền móng có thể chịu được hai tòa tháp như vậy đòi hỏi không chỉ sự hiểu biết sâu rộng về kỹ thuật mà còn là một lượng bê tông được đổ vào nhiều nhất trong lịch sử Malaysia – quốc gia mà hầu như mọi thứ đều được xây dựng bằng bê tông cốt thép.
Vì các tòa tháp càng lên cao càng phải vững, lớp phủ bằng thép không rỉ được trải lên mặt dựng, chứa khoảng 83,500 mét vuông miếng bọc thép không rỉ và 50,000 mét vuông kính nhiều lớp. Tháp Petronas chính là "một viên kim cương đa diện giữa ánh mặt trời".
Một điểm nhấn không thể bỏ qua của tháp đôi Malaysia là cầu Skybridge, cấu trúc nối hai tòa tháp ở tầng 41 và 42. Đây là cấu trúc hai tầng cao nhất thế giới và một nhịp dài 58m. Một hệ thống bản lề và khớp mở phức tạp cùng với các bạc đạn hình cầu đảm bảo Skybridge đứng vững bất chấp hai tòa tháp có thể bị di chuyển hay vặn xoắn.
Cuối cùng là công đoạn xây đỉnh chóp của hai tòa tháp: các chóp chói lóa cao 73.5m bằng thép không rỉ, được thiết kế lại để mang đến cho tòa nhà độ cao 451.9m tính từ mặt đường. Các chóp, bao gồm một cột, một quả bóng ở ngọn, và một vòng cầu được nâng lên từng phần và ráp vào trong một tháng sau khi hai tòa tháp đã đạt đúng độ cao.
Petronas Twin Tower được hoàn thành năm 1998 với tổng chiều cao 452m và 88 tầng.

## Kiến trúc và các địa điểm
Lấy cảm hứng từ kiến trúc nhà thờ Hồi giáo cộng với những nét hiện đại, kiến trúc của Petronas đã mang đến cho tòa tháp đôi này một phong cách độc nhất vô nhị trên thế giới.
Tháp được đầu tư xây dựng bởi tập đoàn dầu khí hùng mạnh nhất tại Malaysia. Đây được đánh giá là không gian làm việc cực kỳ lý tưởng cho các công ty, văn phòng lớn bởi có những khu vực rộng khoảng 1.300 – 2.000m2 mà không hề có cột ở giữa.
Hiện nay, tòa tháp thứ nhất được sử dụng để đặt trụ sở làm việc của Tổng công ty Petronas – chủ đầu tư tòa tháp, và các công ty con của tập đoàn. Tòa tháp thứ 2 dùng để cho thuê làm văn phòng của một số công ty nổi tiếng như: Microsoft, IBM, Boeing,…
Ngoài ra, điểm ấn tượng của tháp đôi này nằm ở chỗ: hai tòa tháp được nối với nhau bằng một chiếc cầu trên cao – Skybridge, cây cầu này cao tới 170m và có chiều dài là 158m, nối hai tòa tháp tại tầng 41 và 42. Thiết kế này rất tiện lợi cho các nhân viên làm việc tại các công ty có văn phòng thuộc tòa nhà này, bởi họ có thể di chuyển giữa hai tòa nhà mà không phải xuống tầng 1 trệt.
Ngoài chức năng trên, chiếc cầu trên cao này còn được thiết kế như một đường thoát hiểm khi tòa nhà xảy ra sự cố. Đứng trên cây cầu này, du khách có thể ngắm nhìn toàn cảnh thủ đô của Malaysia – Kuala Lumpur. Để đảm bảo an toàn cho cây cầu, số lượng người lên cầu mỗi lần đều bị hạn chế.
Bao quanh chân tháp là công viên nhiệt đới KLCC (Kuala Lumpur City Centre) rộng lớn tạo nên một không gian xanh mát cho cả khu vực. Trong công viên thiết kế đường chạy bộ và lối đi dạo, sân chơi cho trẻ em, một thánh đường Hồi giáo, hồ điều hòa rộng lớn, đài phun nước có biểu diễn nhạc nước và ánh sáng mỗi ngày với vòi nước phun cao đến 42m, thủy cung,…
Nơi đây còn có Trung tâm Thương mại Suria KLCC, một trong những trung tâm thương mại lớn nhất Malaysia gồm 6 tầng trệt với gần 400 cửa hàng trong đó có những thương hiệu nổi tiếng xa xỉ nhất thế giới như Gucci, Prada, Rolex,… Tại tầng 6 – tầng trên cùng của Suria KLCC là khu ẩm thực Malaysia với mức giá khá dễ chịu. Du khách có thể vừa dùng bữa vừa ngắm nhìn quang cảnh toàn thành phố.
Ngoài trung tâm mua sắm và công viên, tháp đôi Malaysia – Petronas Twin Towers còn có nhà hàng, quán bar, khách sạn, khu trưng bày nghệ thuật Petronas, trung tâm Khoa học Petrosains, trung tâm hội nghị Kuala Lampur… Đặc biệt, Dewan Filharmonik Petronas là phòng hòa nhạc nằm giữa hai tháp, được thiết kế theo phong cách châu Âu thế kỷ XIX. Đây cũng là một trong số các phòng hòa nhạc tốt nhất thế giới, là địa điểm hàng đầu về âm nhạc cổ điển tại khu vực Đông Nam Á.